# Hermann Gehring (Wirtschaftswissenschaftler)
Hermann Gehring (* 24. Mai 1943 in Kramsk, Polen) ist ein deutscher Wirtschaftswissenschaftler.

## Leben
Das Studium der Elektrotechnik (1962–1967) an der TH Stuttgart schloss er als Diplom-Ingenieur und das Studium der Wirtschaftswissenschaften (1968–1970) an der RWTH Aachen schloss er als Diplom-Wirtschaftsingenieur ab. Nach der Promotion zum Dr. rer. pol. 1974 in Aachen lehrte er von 1980 bis 1986 als Professor an der Universität Bremen, von 1986 bis 1990 an der FU Berlin und ab 1990 an der FernUniversität in Hagen.

## Schriften (Auswahl)
- Projekt-Informationssysteme. Berlin 1975, ISBN 3-11-005920-7.
- mit Wolfgang Bühler und Horst Glaser: Kurzfristige Finanzplanung unter Sicherheit, Risiko und Ungewissheit. Wiesbaden 1979, ISBN 3-409-34561-2.
- mit Tomáš Gál: Betriebswirtschaftliche Planungs- und Entscheidungstechniken. Berlin 1981, ISBN 3-11-008315-9.
- mit Peter Röscher: Einführung in Modula-2. Programmierung und Systementwicklung. Berlin 1989, ISBN 3-11-011931-5.